# Colonos Agoraios

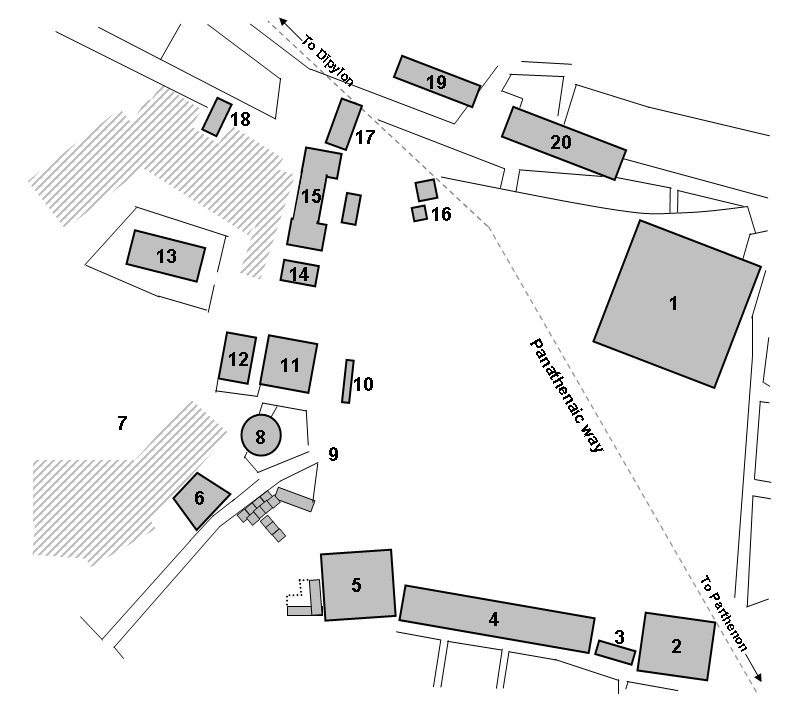
Le temple d'Héphaïstos se situe en 13, le Colonos Agoraios en 7 sur ce plan de l'agora d'Athènes au et

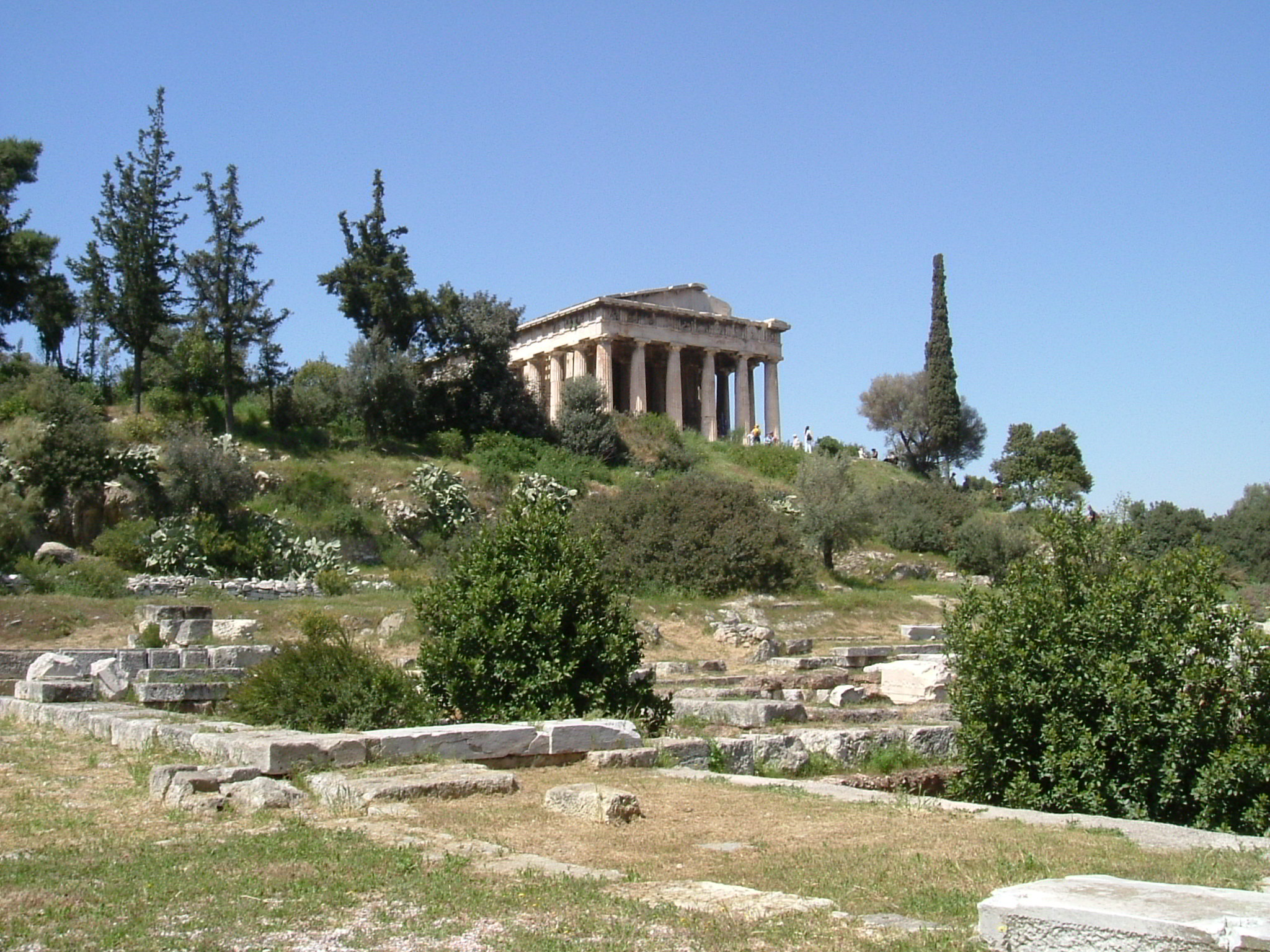
Temple d'Héphaïstos non loin duquel le Colonos Agoraios se situait, derrière le grand bosquet d'arbres à gauche de la photo

Le Colonos Agoraios était un lieu de l’agora d'Athènes, située au sud et adjacent sur une colline près du temple d'Héphaïstos. Il servait autrefois de lieu de rencontre aux anciens artisans athéniens. 

## Signification
Colonos Agoraios (en grec ancien Κολωνὸς Ἀγοραῖος / Kolōnòs Agoraîos ; grec moderne : Αγοραίος Κολωνός / Agoréos Kolonós) signifie « la colline à côté de l'Agora ».

## Description
Le Colonos Agoraios est une colline basse qui s'élève au nord-ouest de la colline de l'Aréopage, à une courte distance de celle-ci. L'ancien marché d'Athènes fut construit sur ses frontières orientales, d'où il a reçu le nom de «marché». Il ne faut pas le confondre avec Colonos Ippios, une ancienne municipalité d'Athènes qui était située approximativement autour de l'actuel Colone. C'était la limite ouest de l'Agora. Le temple d'Héphaïstos (Héphaïstéion) fut construit juste au-dessus. Sur son versant oriental, au nord du Vieux Bouleutérion, fut édifié au Ve siècle av. J.-C. le Stratègéion, un lieu de rassemblement secondaire pour les citoyens qui continua à être utilisé jusqu'au IVe siècle.